# Stanišić
Stanišić (cyr. Станишић) – wieś w Serbii, w Wojwodinie, w okręgu zachodniobackim, w mieście Sombor. W 2011 roku liczyła 3987 mieszkańców.